# مركز ديناصورات وايومنغ

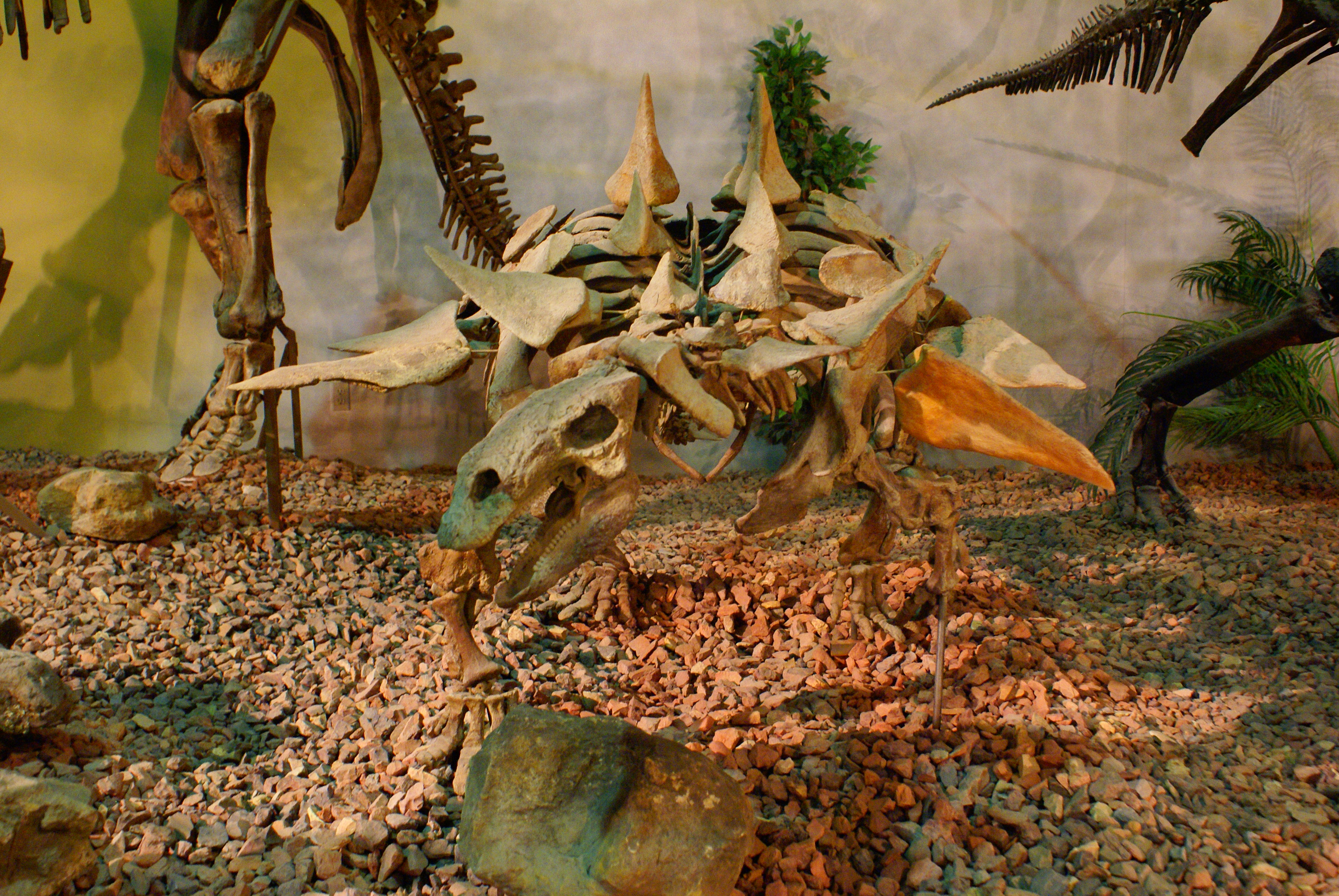
هيكل عظمي لأنكيلوصور منصوب في مركز ديناصورات وايومنغ.

مركز ديناصورات وايومنغ الواقع في بلدة ثيرموبولس بولاية وايومنغ الأمريكيَّة هو واحد من متاحف الديناصورات القليلة في العالم التي تَعرض الأحافير الأصلية أمام زوّارها من على مسافات بسيطة. المركز معروفٌ على نطاق واسع أيضاً لحصوله حديثاً على أحفورة الأركيوبتركس المُستَخرجت من وايومنغ وعرضها على العامّة في المتحف، وذلك بعدَ أن ظلّت في أيدي مالكين خاصّين طوالَ عقود حتى أعطاها مالك مجهولٌ للمركز.
يُوجد 28 مجسَّماً منصوباً لديناصورات مُختلفة في المركز، بما في ذلك الإضافة الحديثة لمجسَّم مُكتمل لسوبرصور إليها، الذي يَبلغ طوله 35 متراً تقريباً، وهو أوَّل مجسم يُبنى لهذا الديناصور بناءً على المعلومات الجديدة التي جاءت من عينة «جيمبو» (العينة رقم "WDC DMJ-001"). كما تُوجد بعض الأحافير في المركز لحقبة ما قبل الدهر الوسيط، بينها أسماك العصر الديفوني العملاقة.

## معرض صور

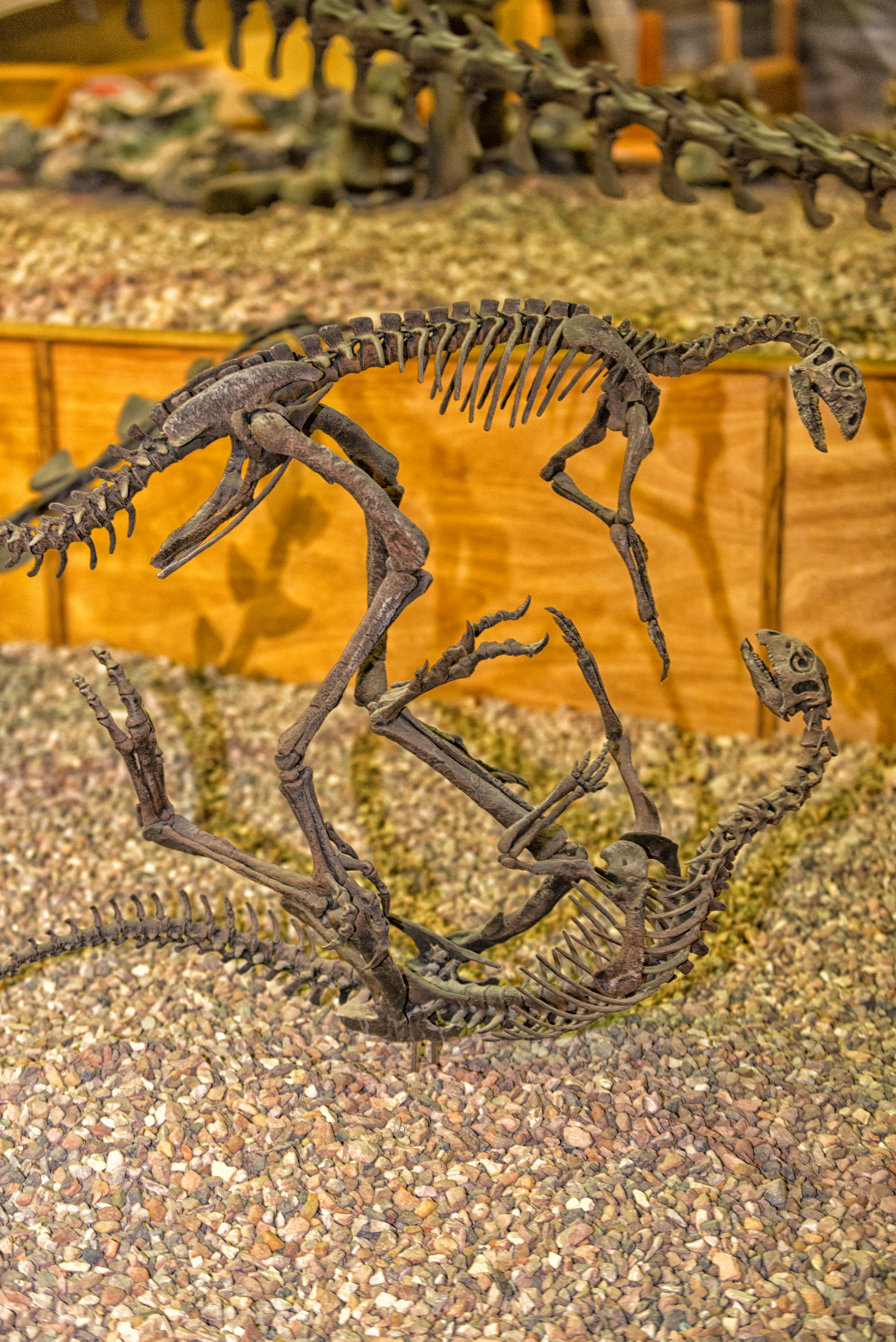
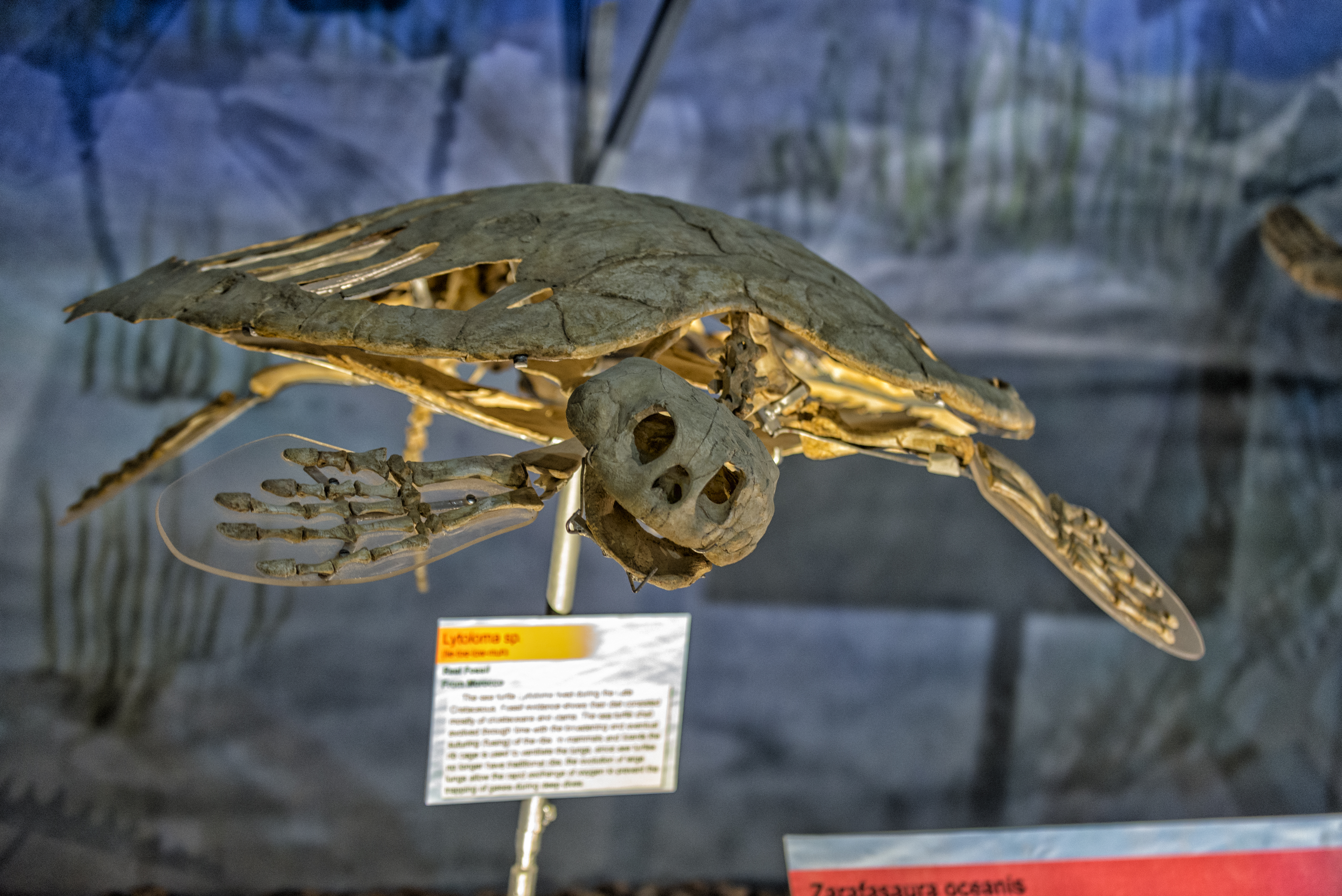
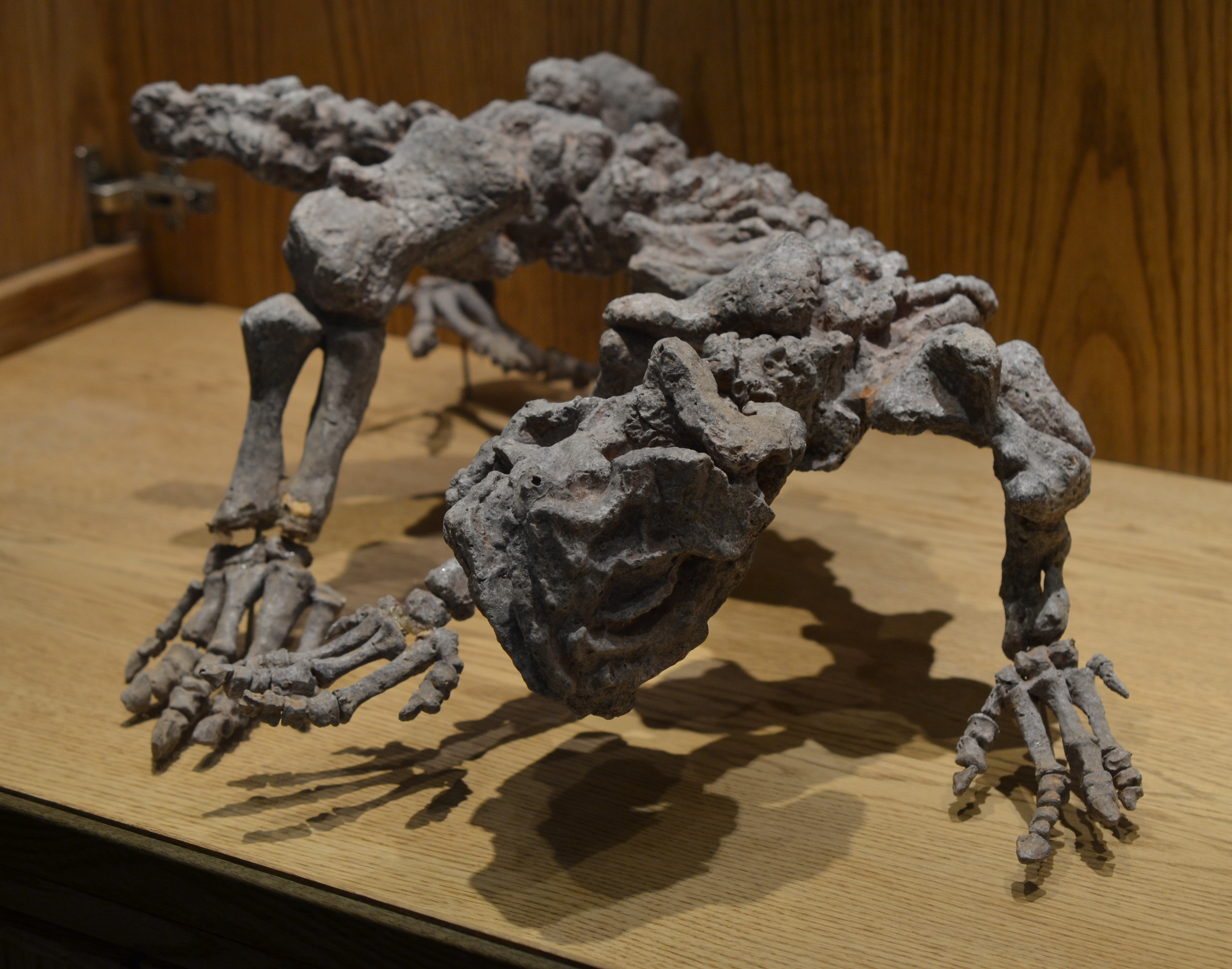
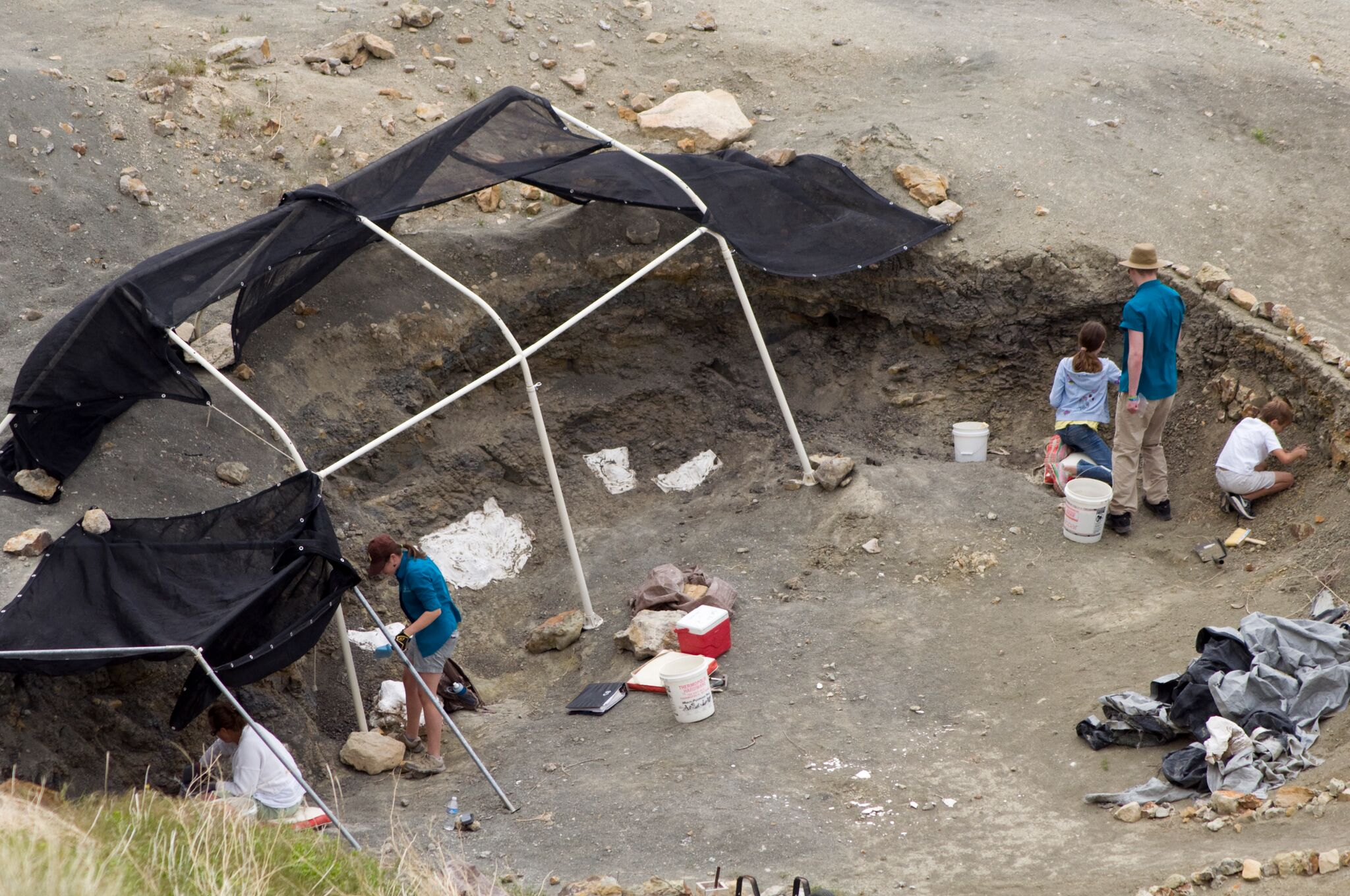
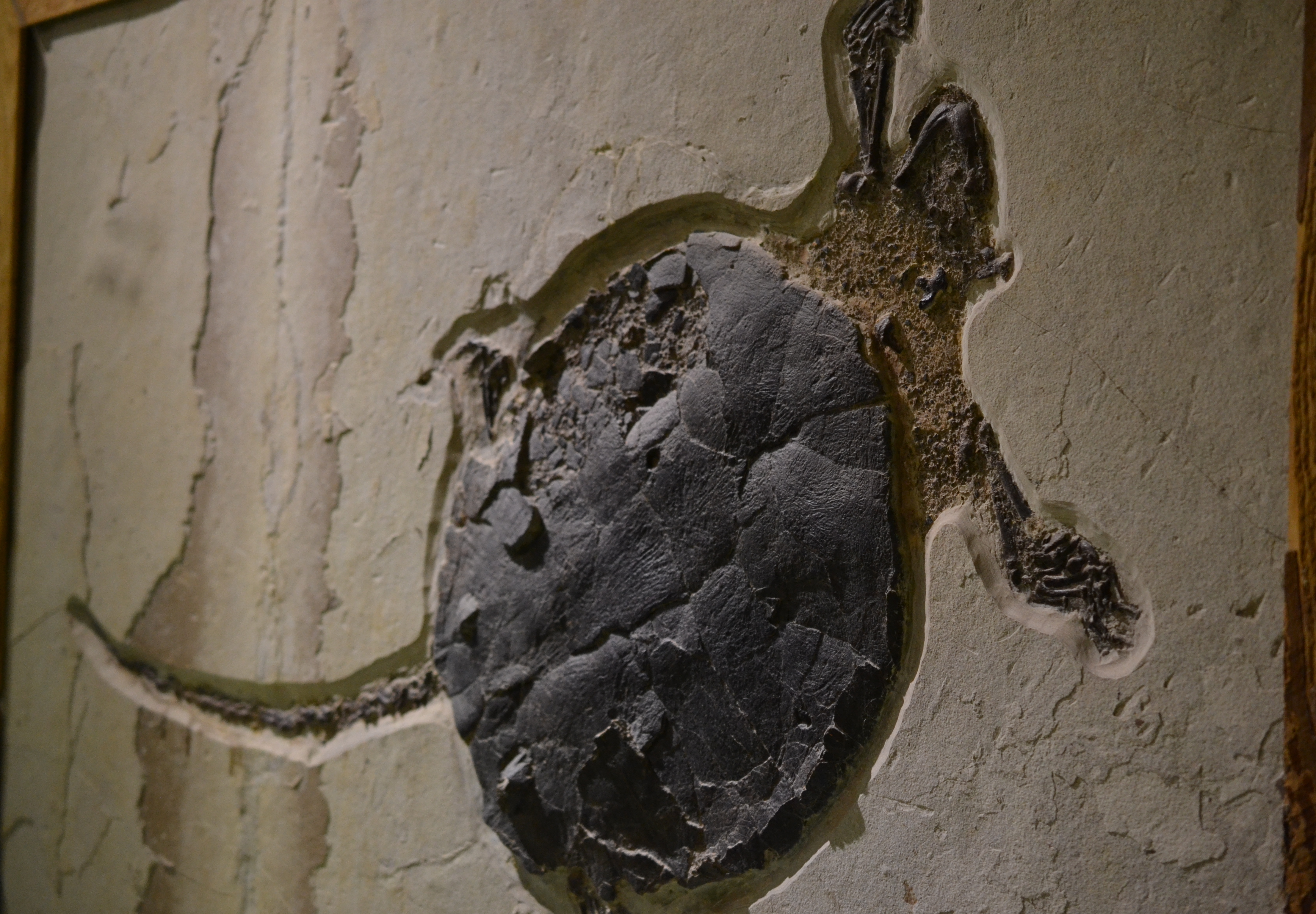
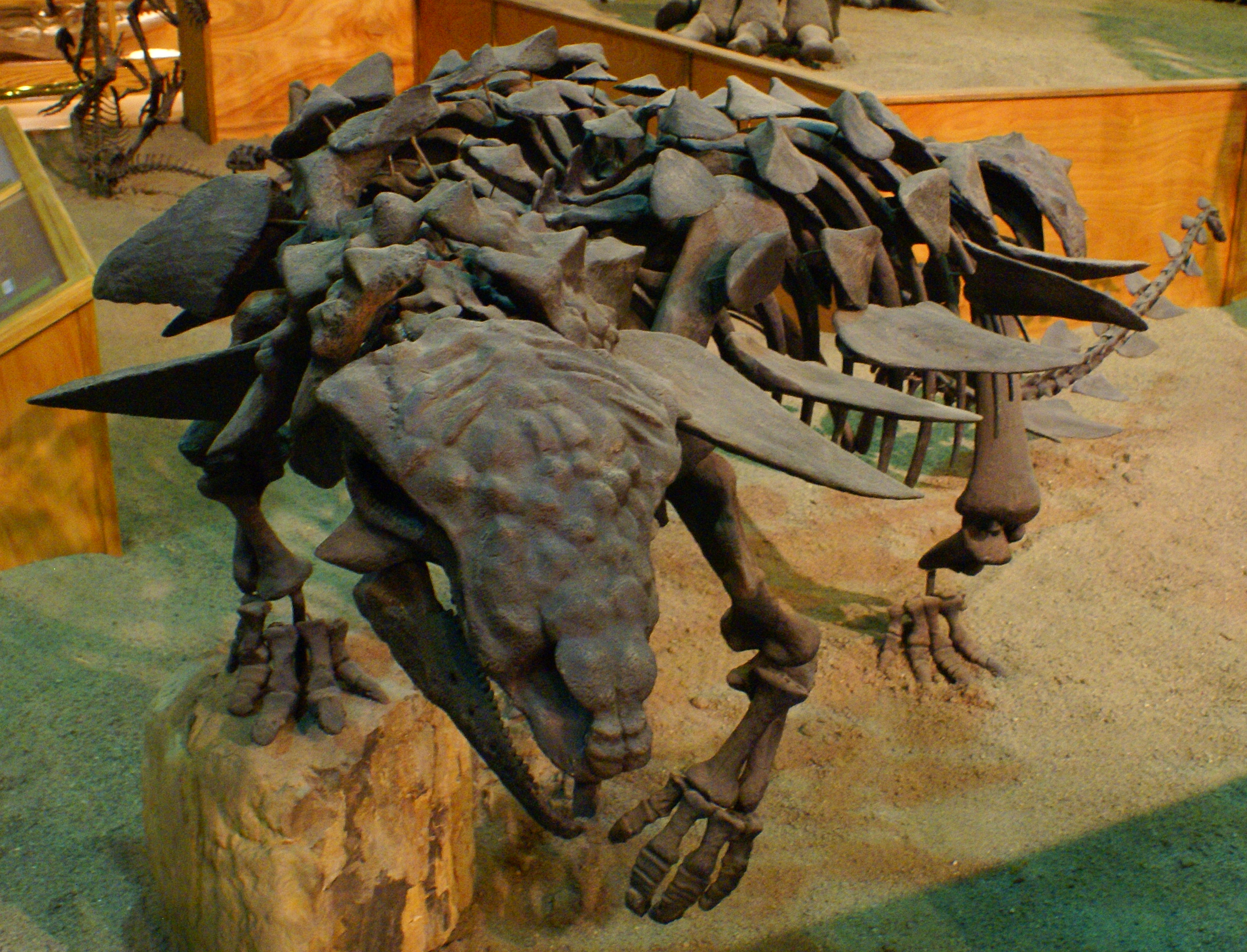

## وصلات خارجية
- الموقع الرسميّ لمركز ديناصورات وايومنغ نسخة محفوظة 8 فبراير 2019 على موقع واي باك مشين..